# Фінанси державного сектора економіки
Фінанси державного сектору економіки — система економічних відносин з приводу формування та розподілу фінансових ресурсів суб'єктів державного сектору економіки для забезпечення їх ефективного розвитку, задоволення соціально-економічних потреб суспільства та дотримання належного рівня національної безпеки.

## Призначення фінансів державного сектору економіки
Призначення фінансів державного сектору економіки зумовлене основними функціями фінансів, якими є:
— розподільча (формування централізованих та децентралізованих фондів грошових коштів, перерозподіл фінансових ресурсів між матеріальною та нематеріальною сферами, забезпечення безперервного процесу виробництва, матеріального стимулювання працівників);
— забезпечувальна (забезпечення структурних економічних реформ, кругообігу необоротних та оборотних активів, підтримка стратегічних та пріоритетних галузей економіки, забезпечення соціальних гарантій населення);
— контрольна (контроль за формуванням і використанням фінансових ресурсів).
Виконання покладених на фінанси державного сектору функцій, пов'язане з формуванням фінансових ресурсів держави та виконанням нею зобов'язань соціально-економічного спрямування.

## Загальний опис
Система фінансових відносин суб'єктів державного сектору економіки, включає в себе ті ж самі фінансові відносини, що і фінанси будь-якого суб'єкта господарювання, оскільки характер і напрямки господарської та фінансової діяльності не залежать від форми власності. Об'єктом фінансових відносин державних підприємств, як і підприємств інших форм власності, є процеси розподілу вартості валової продукції, а саме — доходу від реалізації продукції (товарів, робіт, послуг). Інструментом фінансових відносин є грошові кошти. Сфери фінансових відносин державних підприємств мають два рівні: внутрішні та зовнішні фінансові відносини.
Внутрішні фінансові відносини суб'єктів державного сектору мають переважно розподільчий характер і включають: фінансові відносини з приводу формування статутного капіталу, що можуть виникати як з державою, так і з недержавними засновниками (власниками); фінансові відносини, пов'язані з утворенням та розподілом первинних грошових доходів (виручки, прибутку, грошових фондів); фінансові відносини з приводу формування та використання амортизаційних відрахувань.
Зовнішні фінансові відносини суб'єктів господарювання державного сектору економіки охоплюють: відносини, які виникають між суб'єктами господарювання у зв'язку з продажем і реалізацією продукції, здійсненням пайових внесків, одержанням і сплатою штрафних санкцій; фінансові відносини між підприємством і державою з приводу податкових та інших платежів, бюджетного фінансування; фінансові відносини, які виникають між підприємствами та банківськими установами з приводу розрахунково-касового обслуговування, кредитування та надання інших касових послуг, фінансові відносини з установами спільного інвестування (пайові інвестиційні фонди) з приводу розміщення тимчасово вільних грошових коштів у фінансові інструменти ринку цінних паперів України; відносини зі страховими компаніями.
Фінансові ресурси суб'єктів господарювання державного сектору економіки використовуються з метою фінансування оборотних і необоротних активів, формування резервного капіталу, фондів цільового призначення, виконання фінансових зобов'язань тощо. Первинне формування фінансових ресурсів суб'єктів господарювання державного сектору економіки пов'язане із створенням статутного капіталу, в подальшому їх обсяги нарощуються за рахунок здійснення господарської діяльності або бюджетного фінансування. Специфічною рисою формування власних фінансових ресурсів суб'єктів державного сектору економіки є те, що в основному вони належать державі та надходять у результаті перерозподілу коштів бюджету. Водночас суб'єкти господарювання державного сектору можуть залучати фінансові ресурси через механізм їх мобілізації на фінансовому ринку, а також у вигляді державних дотацій, субсидій і державних інвестицій.
В умовах недостатності власних і залучених ресурсів для повного фінансування інвестиційних потреб і поповнення оборотних активів суб'єкти державного сектору економіки можуть використовувати позикові кошти у вигляді кредитів, наприклад, банківського, державного, комерційного, лізингового кредитування; коштів від емісії облігацій.
Створення та функціонування фінансів державного сектору економіки має спільні риси з фінансами суб'єктів господарювання недержавної форми власності у сферах фінансових відносин, у формуванні фінансових ресурсів і в організації фінансів. Але, водночас, їм притаманні і свої особливості, які полягають, насамперед, в тому, що засновником або власником даних суб'єктів господарювання є держава; результати виконання притаманних даному сегменту функцій впливають на функціонування суб'єктів економічної системи; джерелами формування фінансових ресурсів в основному є державні (бюджетні) кошти; діяльність суб'єктів державного сектору економіки направлена на забезпечення належного рівня національної безпеки, виконання державою соціально-економічних функцій і ведення розширеного відтворення направленого на виконання державних замовлень і контрактів.